# America Daitōryō Senkyo
America Daitōryō Senkyo (アメリカ大統領選挙?) è un videogioco di simulazione sviluppato e pubblicato da Hect nel 1988 per Nintendo Entertainment System. Distribuito esclusivamente in Giappone, è incentrato sulle elezioni presidenziali negli Stati Uniti d'America del 1988.

## Modalità di gioco
Nel videogioco il giocatore impersona uno dei sei candidati alla presidenza, tre democratici e tre repubblicani. Tra i personaggi celebri che prendono parte alla corsa alla Casa Bianca figurano George H. W. Bush, Margaret Thatcher, Pat Robertson, Michael Dukakis e Jesse Jackson.